# ファティマ・レイニー
ファティマ・レイニー（Fatima Rainey）は、スウェーデン・ヨーテボリ出身の女性歌手。父はトリニダード出身のジャズ・ミュージシャン。
1997年に『ラヴ・イズ・ア・ワンダフル・シング』でデビュー。

## 来歴
1994年に「Love Is A Wonderful Thing」が欧州で大ヒットした。しかし、プロデューサーのアンダース・バッグがジェニファー・ブラウンやメイヤなどのプロデュースに力を入れ、アルバムの発売が大幅に後れ、最初のアルバムのリリースは1997年にずれ込んだ。
日本では最初のアルバムが発売された1997年にFMラジオを中心に大ヒットした。
また、サッカー好きとして知られ、デビュー前には地元の少女サッカークラブに所属していた。

## 作品

### アルバム
- Love Is A Wonderful Thing (1997年1月25日)
  - タイトル曲は『ランク王国』（TBSテレビ）に使用された。
- Celebration (2001年)

### コンピレーション
- The Remix Collection(1997年)

### シングル
- "Love Is a Wonderful Thing"(1997年)
- "I Gave You the Best" (Remix)(1997年)
- "Find Our Way Back"(1997年)
- "Hey"(1998年)